# 寧海路街道
寧海路街道（ねいかいろがいどう）は、南京市鼓楼区の街道。現行行政地名は寧海路街道仙霞路社区、寧海路街道古林社区などの社区9個がある。

## 行政区画
9街道を管轄する。
| 番号 | 社区名       | 番号 | 社区名       |
| ---- | ------------ | ---- | ------------ |
| 01   | 仙霞路社区   | 06   | 三歩両橋社区 |
| 02   | 蘇州路社区   | 07   | 山西路社区   |
| 03   | 頤和路社区   | 08   | 康蔵路社区   |
| 04   | 北京西路社区 | 09   | 古林社区     |
| 05   | 天津新村社区 |      |              |

## 施設
・介護施設：
・図書館：

### 交通
・地下鉄の駅：

### 教育
・大学：
・中学：
・小学：

### 医療
・病院：

### 娯楽
・体育館：